# 耶稣会小堂
耶稣会小堂（法语：Chapelle des Jésuites）是加拿大魁北克市的一座小堂，属于耶稣会，位于魁北克老城。该堂建于1818-1820年，由François Baillairgé设计 。靠近魁北克城墙。

## 历史
1773年耶稣会被取缔后，魁北克主教允许耶稣会留在魁北克，但政府不允许耶稣会发展新成员，也不允许法国神父来到加拿大。1800年，加拿大最后一名耶稣会士死在魁北克。1817年，由其他修会管理的耶稣会学院获准，在院内建造新的小堂。
立面是1930年新建。 
1842年，耶稣会回到魁北克，住在小堂附近。1949年，小堂供奉加拿大致命圣人。

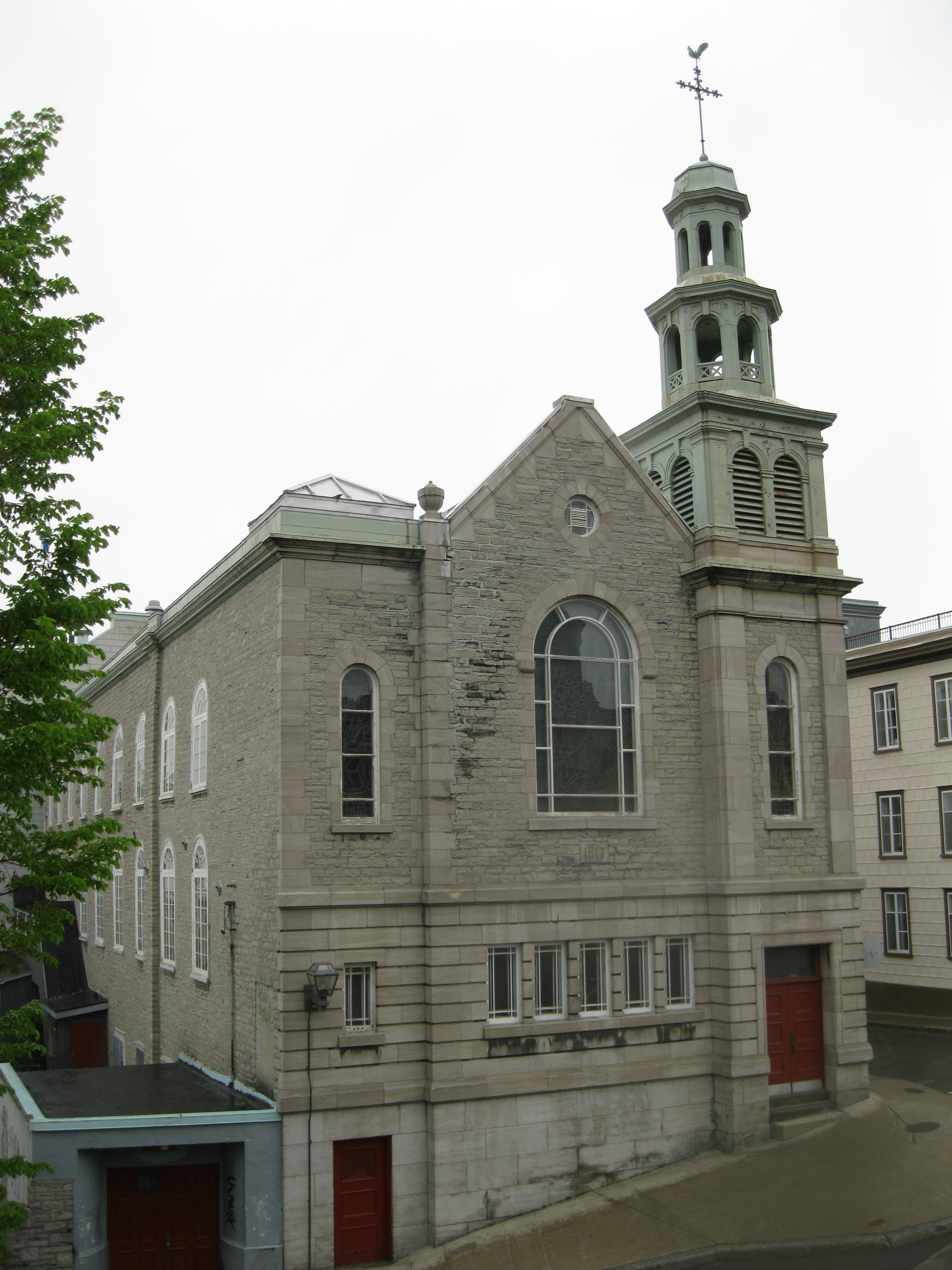
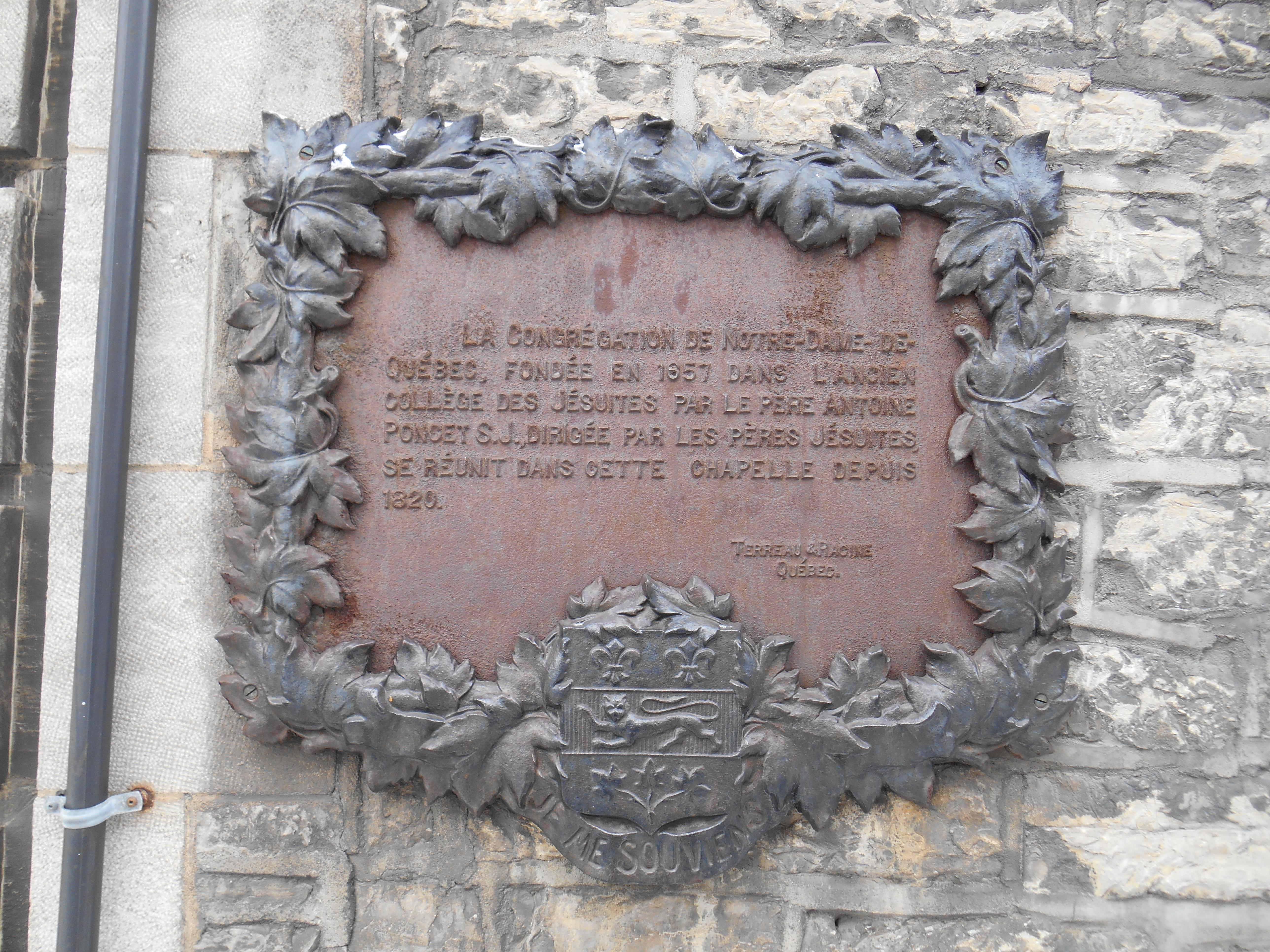
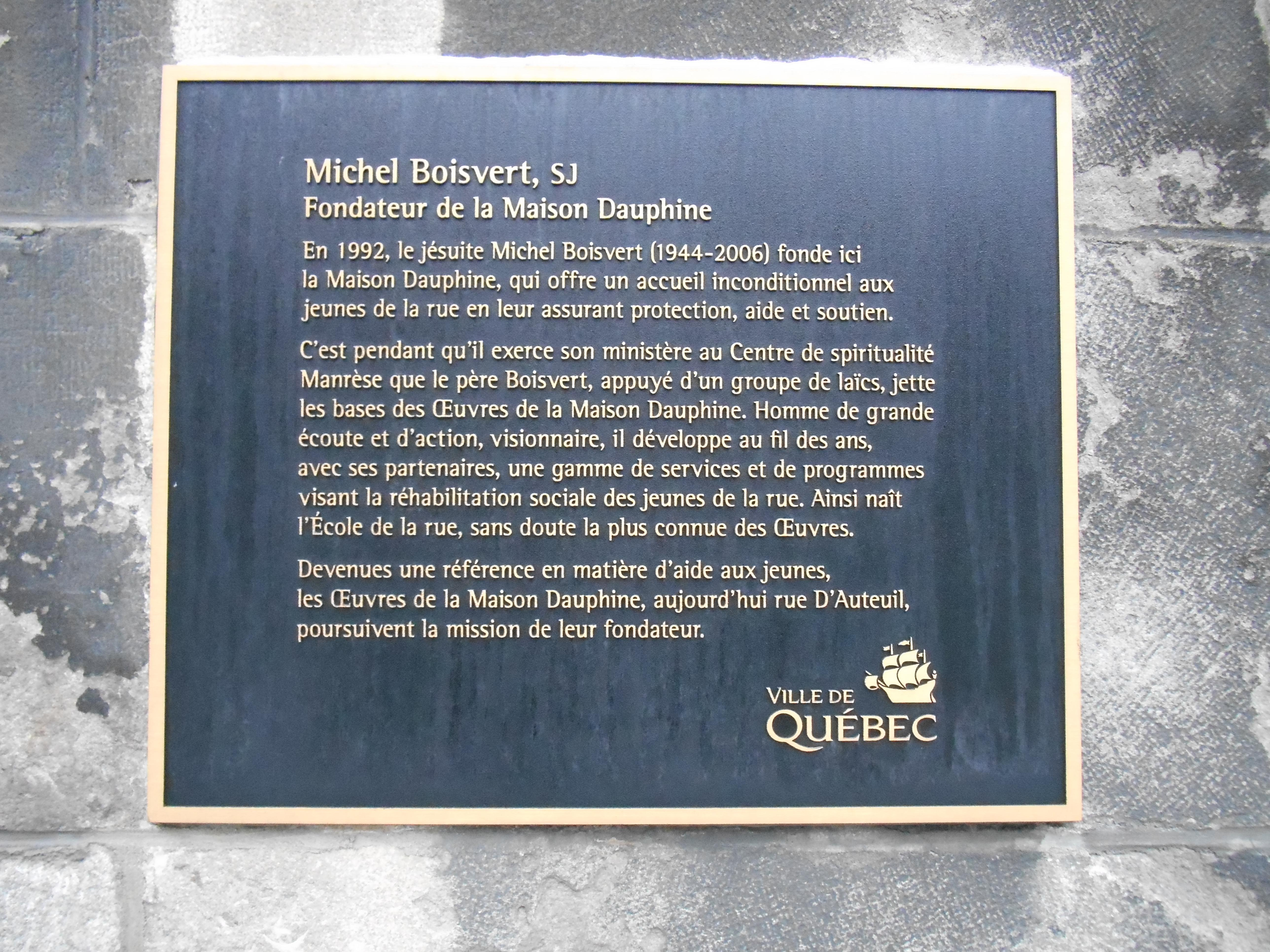
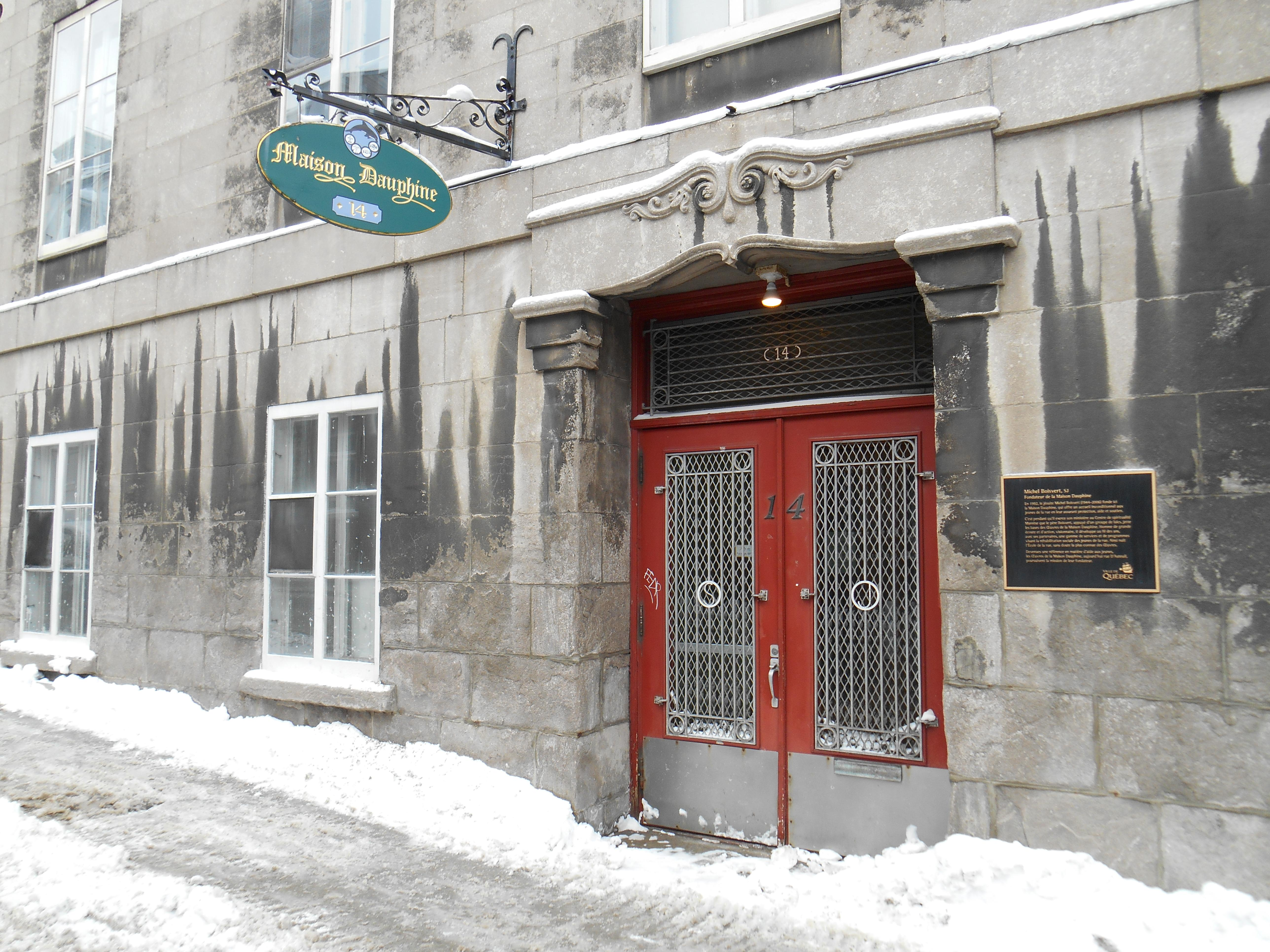

## 外部連結
- Jésuites - Province du Canada français et d’Haïti de la Compagnie de Jésus (Official website) （法文）
- Carrefour d'Action Interculturelle （页面存档备份，存于） （法文）